# چاه دادخدا (زاهدان)
چاه دادخدا (زاهدان)، روستایی از توابع بخش کورین شهرستان زاهدان در استان سیستان و بلوچستان ایران است.

## جمعیت
این روستا در دهستان کورین قرار دارد و براساس سرشماری مرکز آمار ایران در سال ۱۳۸۵، جمعیت آن ۳۴ نفر (۶خانوار) بوده‌است.